# My wyjdziem szczylnymi radami
My wyjdziem szczylnymi radami... (biał. Мы выйдзем шчыльнымі радамі..., My vyjdziem ščylnymi radami, pol. Wyjdziemy zwartymi szeregami), znany też pod nazwą Wojacki marsz (biał. Ваяцкi марш, Vajacki marš) – białoruski hymn narodowy z lat 1919–1920, uznawany również nieoficjalnie na emigracji.

## Historia
Pieśń jest uważana za hymn Białoruskiej Republiki Ludowej, chociaż powstała już po upadku BRL. Makar Kraucou stworzył tekst, opublikowany 30 października 1919 roku w dzienniku "Biełaruś", wydawanym w Mińsku w okresie, kiedy miasto to było pod kontrolą polską. Muzykę skomponował Uładzimier Terauski. Pieśń "My wyjdziem szczylnymi radami" była śpiewana w czasie powstania słuckiego w listopadzie 1920 roku, dlatego też innym jej tytułem jest "Marsz Brygady Słuckiej".

## Tekst
| Мы выйдзем шчыльнымі радамі... (słowa białoruskie – zapis cyrylicą) Мы выйдзем шчыльнымі радамі На вольны родны свой прастор. Хай воля вечна будзе з намі, А гвалту мы дамо адпор! Няхай жыве магутны, сьмелы Наш беларускі вольны дух. Штандар наш бел-чырвона-белы, Пакрый сабой народны рух. На бой! За шчасьце і за волю Народу слаўнага свайго! Браты, цярпелі мы даволі, На бой — усе да аднаго! Імя і сілу беларуса Няхай пачуе й убачыць той, Хто сьмее нам нясьці прымусы I першы выкліча на бой. Браты, да шчасьця мы падходзім: Хай гром грыміць яшчэ мацней! У крывавых муках мы народзім Жыцьцё Рэспублікі сваёй! |  | My vyjdziem ščylnymi radami (słowa białoruskie – zapis łacinką) My vyjdziem ščylnymi radami Na volny rodny svoj prastor. Chaj vola viečna budzie z nami, A hvałtu my damo adpor! Niachaj žyvie mahutny, śmieły Naš biełaruski volny duch; Štandar naš bieł-čyrvona-bieły, Pakryj saboj narodny ruch! Na boj! Za ščaście i za volu Narodu słaŭnaha svajho! Braty, ciarpieli my davoli. Na boj! – usie da adnaho! Imia i siłu biełarusaŭ Niachaj pačuje j bačyć toj, Chto śmieje nam niaści prymusy I pieršy vykliča na boj. Braty, da ščaścia my padchodzim: Chaj hrom hrymić jašče macniej! U kryvavych mukach my narodzim Žyćcio Respubliki svajoj! |

## Warianty
Istnieje również odmienna wersja pierwszej strofy:
Мы выйдзем шчыльнымі радамі
На вольны родны наш прастор.
Хай воля вечна будзе з намі,
А гвалту мы дамо адпор!
... drugiej:
Хай аджыве закамянелы
Наш беларускі вольны дух.
Штандар наш бел-чырвона-белы,
Пакрыў сабой народны рух!
... czwartej:
Імя і сілу беларуса
Няхай пачуе й бачыць той,
Хто сьмее нам нясьці прымусы
I першы выкліча на бой.
... i piątej:
Браты, да шчасьця мы падходзім:
Хай гром грыміць яшчэ мацней!
У крывавых муках мы адродзім
Жыцьцё Рэспублікі сваёй!